# Pyronota regalis
Pyronota regalis är en skalbaggsart som beskrevs av Thomas Broun 1893. Pyronota regalis ingår i släktet Pyronota och familjen Melolonthidae. Inga underarter finns listade i Catalogue of Life.